# Sea of Stars
Sea of Stars é um jogo eletrônico de RPG baseado em turnos desenvolvido e publicado pelo estúdio canadense Sabotage Studio. Seu lançamento está previsto para 29 de agosto de 2023 para Nintendo Switch, Playstation 4, Playstation 5, macOS, Microsoft Windows, Xbox One e Xbox Series X/S . A desenvolvedora já disponibilizou um demo do jogo para que os jogadores possam testar a primeira hoje de Sea of Stars.

## Premissa
A história concentra-se nos protagonistas Valerie e Zale, que usam seus poderes mágicos do sol e da lua para afastar as criações de um alquimista malvado. É ambientado no mesmo universo de The Messenger, embora se passe milhares de anos antes dos acontecimentos narrados no jogo. A gameplay envolve elementos de resoluções de quebra-cabeças e combate de turnos, além de seis personagens jogáveis. 
O jogo é fortemente inspirado por RPGs da década de 1990, como Illusion of Gaia, Breath of Fire, Secret of Mana e Chrono Trigger.

## Desenvolvimento
Sea of Stars foi anunciado em 19 de março de 2020 através de uma campanha no Kickstarter, com lançamento previsto originalmente para 2022. O jogo conta com o compositor Eric W. Brown, além de faixas adicionais de Yasunori Mitsuda, responsável pela trilha sonora de Chrono Trigger. 